# Running scared
Running scared is het winnende liedje van Ell & Nikki, oftewel Nigar Camal en Eldar Qasımov uit Azerbeidzjan. Op 14 mei 2011 wonnen zij het Eurovisiesongfestival 2011.
In 2011 nam Camal deel aan de Azerbeidzjaanse voorronde van het Eurovisiesongfestival: Milli Seçim Turu 2011. Ze trad aan in de zevende voorronde, waar ze tweede werd. Volgens de reglementen zou ze zijn uitgeschakeld, ware het niet dat de vakjury uit het niets een wildcard gaf aan Camal, waardoor ze toch doorstootte naar de halve finale. Deze overleefde ze, waarna ze deelnam aan de finale op vrijdag 11 februari 2011. Het was de bedoeling dat er één artiest zou gekozen worden die het land mocht vertegenwoordigen op het Eurovisiesongfestival 2011 in Düsseldorf, Duitsland. Echter, de jury week alweer af van het plan en koos voor twee kandidaten: Nigar Camal vertegenwoordigde zo samen met Eldar Qasımov Azerbeidzjan op het Eurovisiesongfestival. Het lied wat Ell & Nikki zongen in de finale in Düsseldorf heeft de titel Running scared.. Op 12 mei eindigden zij als tweede achter Griekenland en op 14 mei wonnen zij de finale en zo het songfestival.

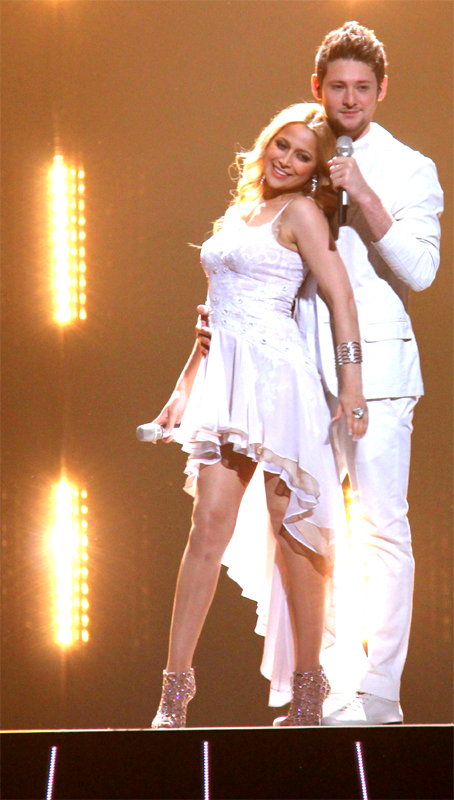
Ell & Nikki zorgden voor de eerste overwinning uit de geschiedenis voor Azerbeidzjan.

## Hitnoteringen

### NederlandseSingle Top 100
| Hitnotering: 21-05-2011 | Hitnotering: 21-05-2011 | Hitnotering: 21-05-2011 |
| Week:                   | 1                       |                         |
| ----------------------- | ----------------------- | ----------------------- |
| Positie:                | 59                      | uit                     |

### VlaamseUltratop 50
| Hitnotering: 21-05-2011 t/m 28-05-2011 | Hitnotering: 21-05-2011 t/m 28-05-2011 | Hitnotering: 21-05-2011 t/m 28-05-2011 | Hitnotering: 21-05-2011 t/m 28-05-2011 |
| Week:                                  | 1                                      | 2                                      |                                        |
| -------------------------------------- | -------------------------------------- | -------------------------------------- | -------------------------------------- |
| Positie:                               | 43                                     | 37                                     | uit                                    |

1956: Refrain · 
1957: Net als toen · 
1958: Dors, mon amour · 
1959: 'n Beetje · 
1960: Tom Pillibi · 
1961: Nous les amoureux · 
1962: Un premier amour · 
1963: Dansevise · 
1964: Non ho l'età · 
1965: Poupée de cire, poupée de son · 
1966: Merci, chérie · 
1967: Puppet on a string · 
1968: La la la · 
1969: Un jour, un enfant, De troubadour, Vivo cantando, Boom bang-a-bang · 
1970: All kinds of everything · 
1971: Un banc, un arbre, une rue · 
1972: Après toi · 
1973: Tu te reconnaîtras · 
1974: Waterloo · 
1975: Ding-a-dong · 
1976: Save your kisses for me · 
1977: L'oiseau et l'enfant · 
1978: A-ba-ni-bi · 
1979: Hallelujah · 
1980: What's another year · 
1981: Making your mind up · 
1982: Ein bißchen Frieden · 
1983: Si la vie est cadeau · 
1984: Diggi-loo diggi-ley · 
1985: La det swinge · 
1986: J'aime la vie · 
1987: Hold me now · 
1988: Ne partez pas sans moi · 
1989: Rock me · 
1990: Insieme: 1992 · 
1991: Fångad av en stormvind · 
1992: Why me? · 
1993: In your eyes · 
1994: Rock 'n' roll kids · 
1995: Nocturne · 
1996: The voice · 
1997: Love shine a light · 
1998: Diva · 
1999: Take me to your heaven · 
2000: Fly on the wings of love · 
2001: Everybody · 
2002: I wanna · 
2003: Everyway that I can · 
2004: Wild dances · 
2005: My number one · 
2006: Hard rock hallelujah · 
2007: Molitva · 
2008: Believe · 
2009: Fairytale · 
2010: Satellite · 
2011: Running scared · 
2012: Euphoria · 
2013: Only teardrops · 
2014: Rise like a phoenix · 
2015: Heroes · 
2016: 1944 · 
2017: Amar pelos dois · 
2018: Toy · 
2019: Arcade · 
2021: Zitti e buoni · 
2022: Stefania · 
2023: Tattoo · 
2024: The code